# Tasiocera (Tasiocera) tonnoirana
Tasiocera (Tasiocera) tonnoirana is een tweevleugelige uit de familie steltmuggen (Limoniidae). De soort komt voor in het Australaziatisch gebied.